# 大塚万丈
大塚 万丈（萬丈、おおつか ばんじょう、1896年11月24日 - 1950年3月8日）は、日本の実業家。元経済同友会代表幹事。発足直後の経済同友会において、「企業民主化試案」を取りまとめた。

## 来歴・人物
愛媛県出身。旧制第一高等学校、東京帝国大学法学部で岸信介元首相と同期であった。学生時代は剣道の達人として鳴らす。1920年卒業後、朝鮮銀行（現在のあおぞら銀行の前身行）に入行。1925年に、設立後間もない大阪野村銀行（現在のりそな銀行の前身行）に移る。銀座支店長、丸の内支店長などを歴任。
大阪野村銀行時代、理化学研究所所長の大河内正敏が、各種の発明を自主的に工業化する方針を打ち出すと、大塚はその意義を認め、積極的に融資を行った。その縁で1937年に乞われて理研入りし、理化学興業支配人、理研ピストンリング取締役などを歴任、理研コンツェルンの発展に寄与した。1942年に、当時商工大臣を務めていた岸信介の推薦により日本製鐵に入り、翌1943年には取締役総務局長に就任した。
終戦後の1945年、日鉄の系列会社である日本特殊鋼管社長に就任。1946年1月経済同友会設立に際しては中心人物の1人となり、翌1947年代表幹事に就任。また同年、同友会が新しい時代の企業のあり方についての議論を集約するために設けられた「企業民主化研究会」の委員長となる。大塚は精力的に調査活動を進め、企業活動の中心は株主でなく経営者に置かれるべきであるとしたジェームズ・バーナム（James Burnham）の『経営者革命』などを参考にして試案をまとめ、1947年8月に「修正資本主義の構想」という表題で起草された。
大塚試案は企業の民主化改革を大胆に謳ったもので、(1) 企業は経営、資本、労働の三者で構成される協同体とする、(2)企業の最高意思決定機関として「企業総会」を置き、経営、資本、労働の三者の代表で構成する、(3)企業利潤の分配は、経営、資本、労働の三者が対等の権利を有する 、という画期的な内容であった。しかし、あまりにも急進的な内容であったため、保守派からの激しい反発に遭い、大塚試案については同友会見解として機関決定しないこととした。全体の合意を得るには至らなかったものの、流行語となった「修正資本主義」という言葉とともに、同友会の進歩性を大きく世間に印象付けることとなった。
1950年、肝硬変のため逝去。享年53。
大塚は論客であると同時に包容力のある人物で、理研時代は大塚の元に集まってくる多彩な人物と議論を戦わせることを楽しみとし、新しい思想を学んでいった。その中の一人である美術史家の宮川寅雄は、自身が亡くなるまで大塚への敬慕の念を失わなかったという。